# Grammy Award for Best Rap Performance

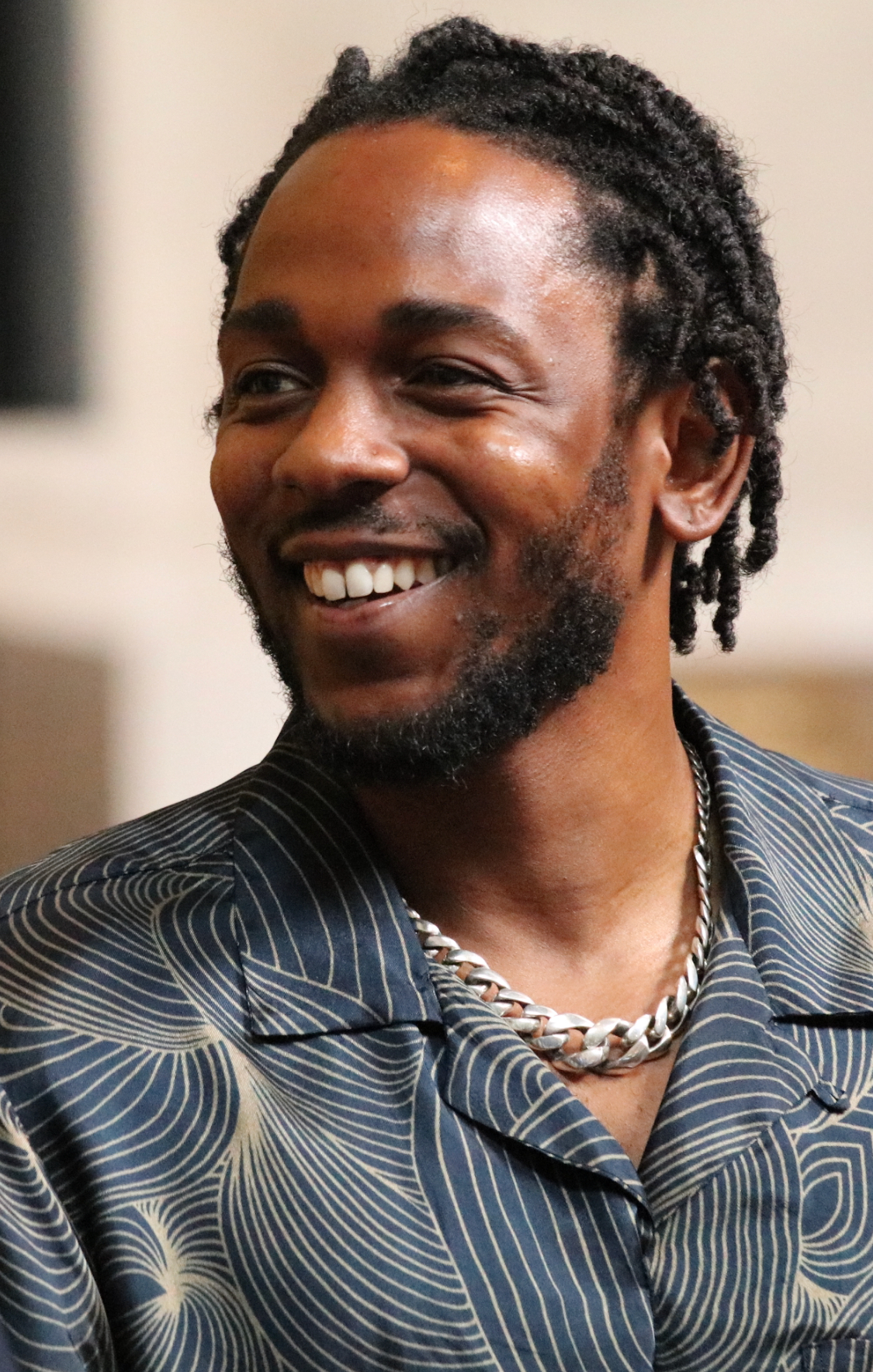
Kendrick Lamar erhielt den Preis bisher am häufigsten

Der Grammy Award for Best Rap Performance, auf Deutsch „Grammy-Award für die beste Rap-Darbietung“, ist ein Musikpreis, der erstmals 1989 und 1990 sowie seit 2012 bei den jährlich stattfindenden Grammy Awards verliehen wird. Ausgezeichnet werden Künstler für herausragende Songs, auf denen gerappt wird, also vornehmlich Lieder aus dem Genre der Hip-Hop-Musik.

## Hintergrund und Geschichte
Die seit 1958 verliehenen Grammy Awards (eigentlich Grammophone Awards) werden jährlich in zahlreichen Kategorien von der National Academy of Recording Arts and Sciences (NARAS) in den Vereinigten Staaten von Amerika vergeben, um künstlerische Leistung, technische Kompetenz und hervorragende Gesamtleistung ohne Rücksicht auf die Albumverkäufe oder Chartposition zu ehren.
Der Grammy Award for Best Rap Performance wurde zur Würdigung der Rapkünstler bei den 31. Verleihungen im Jahr 1989 eingeführt, da Rapmusik in den 1980er Jahren populär geworden war.
Entsprechend der Kategorienbeschreibung wird der Preis an Interpreten für Rapsongs vergeben, die neu aufgenommen wurden oder im Auszeichnungszeitraum bekannt wurden. Im Zeitraum von 1991 bis 2011 war die Kategorie in die Auszeichnungen für Grammy Award for Best Rap Solo Performance und Grammy Award for Best Rap Performance by a Duo or Group aufgeteilt. Beide Kategorien wurden jedoch 2012 erneut zusammengelegt, um die Anzahl der Preise zu reduzieren. Vergeben wird die Auszeichnung nach den aktuellen Regularien für Darbietungen (Singles/Lieder) von Einzelkünstlern sowie Duos und Musikgruppen aus dem Bereich der Hip-Hop-Musik.

## Statistik
Die erste Auszeichnung im Jahr 1989 erhielt die US-amerikanische Hip-Hop-Formation DJ Jazzy Jeff & The Fresh Prince für ihr Lied Parents Just Don’t Understand. Bis auf den britischen Rapper Young MC, der den Award im Folgejahr gewann, wurden bisher ausschließlich US-amerikanische Künstler mit dem Preis bedacht. Mit fünf Auszeichnungen, darunter ein Feature, ist der Rapper Kendrick Lamar mit Abstand der erfolgreichste Künstler in dieser Kategorie. Sechsmal war er insgesamt unter den Nominierten. Der kanadische Rapper Drake war sogar zehnmal nominiert, konnte aber kein einziges Mal die Auszeichnung in Empfang nehmen. 2022 zog er allerdings seinen Beitrag nachträglich zurück, so dass er bei der Entscheidung nicht mehr berücksichtigt wurde. (Stand: 2022)

## Gewinner und nominierte Künstler
| Jahr | Interpret                                                | Nationalität           | Werk                          | Weitere nominierte Künstler | Bilder der Ausgezeichneten (exemplarisch) |
| --- | -------------------------------------------------------- | ---------------------- | ----------------------------- | --- | ----------------------------------------- |
| 1989 22. Februar 1989 | DJ Jazzy Jeff & the Fresh Prince                         | Vereinigte Staaten     | Parents Just Don’t Understand | - J. J. Fad – Supersonic - Kool Moe Dee – Wild Wild West - LL Cool J – Going Back to Cali - Salt ’n’ Pepa – Push It | Will Smith, 2010                          |
| 1990 21. Februar 1990 | Young MC                                                 | Vereinigtes Königreich | Bust a Move                   | - De La Soul – Me Myself and I - DJ Jazzy Jeff & The Fresh Prince – I Think I Can Beat Mike Tyson - Public Enemy – Fight the Power - Tone Lōc – Funky Cold Medina                                                       | Young MC, 1990                            |
| von 1991 bis 2011 aufgeteilt in Grammy Award for Best Rap Solo Performance und Grammy Award for Best Rap Performance by a Duo or Group |                                                          |                        |                               | |                                           |
| 2012 12. Februar 2012 | Jay-Z und Kanye West                                     | Vereinigte Staaten     | Otis                          | - Chris Brown feat. Lil Wayne und Busta Rhymes – Look at Me Now - Lupe Fiasco – The Show Goes On - Nicki Minaj feat. Drake – Moment 4 Life - Wiz Khalifa – Black and Yellow                                             | Jay-Z, 2011                               |
| 2013 10. Februar 2013 | Jay-Z und Kanye West                                     | Vereinigte Staaten     | Niggas in Paris               | - Drake feat. Lil Wayne – HYFR (Hell Ya Fucking Right) - Nas – Daughters - Kanye West, Big Sean, Pusha T und 2 Chainz – Mercy - Young Jeezy feat. Jay-Z und André 3000 – I Do                                           | Kanye West, 2009                          |
| 2014 26. Januar 2014 | Macklemore und Ryan Lewis feat. Wanz                     | Vereinigte Staaten     | Thrift Shop                   | - Drake – Started from the Bottom - Eminem – Berzerk - Jay-Z – Tom Ford - Kendrick Lamar – Swimming Pools (Drank) | Macklemore & Ryan Lewis, 2011             |
| 2015 8. Februar 2015 | Kendrick Lamar                                           | Vereinigte Staaten     | I                             | - Childish Gambino – 3005 - Drake – 0 to 100 / The Catch Up - Eminem – Rap God - Lecrae – All I Need Is You | Kendrick Lamar, 2012                      |
| 2016 15. Februar 2016 | Kendrick Lamar                                           | Vereinigte Staaten     | Alright                       | - J. Cole – Apparently - Drake – Back to Back - Fetty Wap – Trap Queen - Nicki Minaj feat. Drake & Lil Wayne – Truffle Butter                                                                                           | Kendrick Lamar, 2013                      |
| 2017 12. Februar 2017 | Chance the Rapper feat. Lil Wayne und 2 Chainz           | Vereinigte Staaten     | No Problem                    | - Desiigner – Panda - Drake feat. Jay-Z & Kanye West – Pop Style - Fat Joe & Remy Ma feat. French Montana & Infared – All the Way Up - Schoolboy Q feat. Kanye West – That Part                                         | Chance the Rapper, 2013                   |
| 2018 28. Januar 2018 | Kendrick Lamar                                           | Vereinigte Staaten     | Humble                        | - Big Sean – Bounce Back - Cardi B – Bodak Yellow - Jay-Z – 4:44 - Migos feat. Lil Uzi Vert – Bad and Boujee | Kendrick Lamar, 2016                      |
| 2019 a) 10. Februar 2019 | Kendrick Lamar, Jay Rock, Future & James Blake           | Vereinigte Staaten     | King’s Dead                   | - Cardi B – Be Careful - Drake – Nice for What - Travis Scott, Drake, Big Hawk & Swae Lee – Sicko Mode | Jay Rock (2019)                           |
| 2019 a) 10. Februar 2019 | Anderson .Paak                                           | Vereinigte Staaten     | Bubblin’                      | - Cardi B – Be Careful - Drake – Nice for What - Travis Scott, Drake, Big Hawk & Swae Lee – Sicko Mode | Anderson Paak (2018)                      |
| 2020 26. Januar 2020 | Nipsey Hussle (posthum) feat. Roddy Ricch & Hit-Boy      | Vereinigte Staaten     | Racks in the Middle           | - J. Cole – Middle Child - DaBaby – Suge - Dreamville feat. J.I.D, Bas, J. Cole, EarthGang & Young Nudy – Down Bad - Offset feat. Cardi B – Clout                                                                       | Nipsey Hussle, 2011                       |
| 2021 14. März 2021 | Megan Thee Stallion feat. Beyoncé                        | Vereinigte Staaten     | Savage                        | - Big Sean feat. Nipsey Hussle – Deep Reverence - DaBaby – Bop - Jack Harlow – What’s Poppin - Lil Baby – The Bigger Picture - Pop Smoke – Dior                                                                         | Megan Thee Stallion (2019)                |
| 2022 3. April 2022 | Baby Keem feat. Kendrick Lamar                           | Vereinigte Staaten     | Family Ties                   | - Cardi B – Up - J. Cole feat. 21 Savage & Morray – My Life - Megan Thee Stallion – Thot Shit - Drake feat. Future & Young Thug – Way 2 Sexy b)                                                                         |                                           |
| 2023 5. Februar 2023 | Kendrick Lamar                                           | Vereinigte Staaten     | The Heart Part 5              | - DJ Khaled feat. Rick Ross, Lil Wayne, Jay-Z, John Legend & Fridayy – God Did - Doja Cat – Vegas - Gunna & Future feat. Young Thug – Pushin P - Hitkidd & Glorilla – F. N. F. (Let’s Go)                               | Kendrick Lamar, 2013                      |
| 2024 4. Februar 2024 | Killer Mike feat. André 3000, Future und Eryn Allen Kane | Vereinigte Staaten     | Scientists & Engineers        | - Baby Keem feat. Kendrick Lamar – The Hillbillies - Black Thought – Love Letter - Drake & 21 Savage – Rich Flex - Coi Leray – Players                                                                                  | Killer Mike 2017                          |
| 2025 2. Februar 2025 | Kendrick Lamar                                           | Vereinigte Staaten     | Not Like Us                   | - Cardi B – Enough (Miami) - Common & Pete Rock feat. Posdnuos – When the Sun Shines Again - Doechii – Nissan Altima - Eminem – Houdini - Future & Metro Boomin feat. Kendrick Lamar – Like That - GloRilla – Yeah Glo! | Kendrick Lamar 2018                       |